# Paolo De Ceglie
Paolo De Ceglie (Aosta, 17 de setembro de 1986) é um ex-futebolista italiano que atuava como lateral-esquerdo. 

## Carreira
Paolo De Ceglie fez sua estreia dia 6 de novembro de 2006 pela Juventus, contra o Napoli, ao substituir Nicola Legrottaglie depois de 55 minutos.
Seu primeiro gol veio no segundo jogo, quando a Juventus derrotou o Lecce por 4-1.

## Títulos
Juventus
- Serie A: 2011-12, 2012-13
- Serie B: 2006-07
- Supercopa da Itália: 2012, 2013
- Coppa Italia: 2014–15, 2016–17